# Trường Đại học Chính trị
Trường Sĩ quan Chính trị (LCH) còn có tên gọi khác là Trường Đại học Chính trị  trực thuộc Bộ Quốc phòng, là cơ sở đào tạo đại học, sau đại học, nghiên cứu khoa học xã hội và nhân văn quân sự; cung cấp đội ngũ cán bộ chính trị, giáo viên khoa học xã hội và nhân văn, góp phần xây dựng quân đội, xây dựng nền quốc phòng toàn dân, an ninh nhân dân vững mạnh, bảo vệ vững chắc Tổ quốc Việt Nam xã hội chủ nghĩa; tham gia đào tạo nguồn nhân lực cho sự nghiệp công nghiệp hóa, hiện đại hóa đất nước và hợp tác quốc tế.
Sứ mạng
Nhà trường có sứ mạng "đào tạo đại học, sau đại học, hợp tác đào tạo quốc tế, cung cấp đội ngũ cán bộ chính trị cấp phân đội, giáo viên khoa học xã hội và nhân văn, cán bộ khoa học trình độ đại học, sau đại học và nghiên cứu khoa học xã hội và nhân văn, góp phần xây dựng Quân đội, xây dựng nền quốc phòng toàn dân, bảo vệ vững chắc Tổ quốc Việt Nam xã hội chủ nghĩa"

## Lịch sử hình thành[4]
- Ngày 14 tháng 1 năm 1976, Bộ trưởng Bộ Quốc phòng ban hành Quyết định số 18/QĐ-QP thành lập Trường Sĩ quan Chính trị (tiền thân của Trường Đại học Sĩ quan Chính trị hiện nay) có nhiệm vụ bồi dưỡng, đào tạo đội ngũ chính trị viên đại đội cho toàn quân. Sau 5 tháng làm công tác chuẩn bị, tháng 6 năm 1976, Trường Sĩ quan Chính trị chính thức đi vào hoạt động độc lập - với tư cách là một đơn vị trực thuộc Bộ Quốc phòng.
- Ngày 03 tháng 10 năm 1978, Ban Bí thư Trung ương Đảng (khoá IV) đã ban hành Quyết định số 28/QĐ-TW xác định Trường Sĩ quan Chính trị là trường Đảng tập trung trong quân đội nằm trong hệ thống đại học Mác - Lênin của quốc gia; có nhiệm vụ đào tạo cán bộ công tác đảng, công tác chính trị (CTĐ, CTCT) cấp đại đội, bồi dưỡng giáo viên chính trị cho các nhà trường quân đội, giúp các nước bạn Lào và Cam-pu-chia đào tạo, bồi dưỡng cán bộ chính trị cơ sở.
- Ngày 16 tháng 12 năm 1981, Bộ Quốc phòng ban hành Quyết định số 418/QĐ-QP đổi tên Trường Sĩ quan Chính trị thành Trường Sĩ quan Chính trị - quân sự.
- Ngày 30 tháng 4 năm 1992, Bộ Giáo dục và Đào tạo quyết định cấp bằng tốt nghiệp Cử nhân Cao đẳng ngành chính trị học cho học viên tốt nghiệp của Trường Sĩ quan Chính trị - quân sự. Đây là sự kiện đánh dấu sự hòa nhập của Nhà trường vào hệ thống các trường đại học và cao đẳng trong cả nước.
- Ngày 08 tháng 8 năm 1995, Bộ trưởng Bộ Quốc phòng ban hành Quyết định số 687/QĐ-QP, sáp nhập Trường Sĩ quan Chính trị - quân sự vào Học viện Chính trị quân sự (trở thành cơ sở II của Học viện Chính trị quân sự).
- Ngày 22 tháng 5 năm 2008, Bộ trưởng Bộ Quốc phòng ký Quyết định số 69/2008/QĐ-BQP, "về việc thành lập Trường Sĩ quan Chính trị trực thuộc Bộ Quốc phòng". Theo Quyết định của Bộ trưởng Bộ Quốc phòng, Trường Sĩ quan Chính trị có chức năng đào tạo, bồi dưỡng cán bộ chính trị cấp phân đội và nghiên cứu khoa học xã hội nhân văn quân sự. Nhà trường có nhiệm vụ đào tạo, bồi dưỡng cán bộ chính trị cấp phân đội có trình độ đại học; đào tạo chuyển loại cán bộ chính trị cấp phân đội; đào tạo giáo viên khoa học xã hội nhân văn cấp phân đội trình độ đại học; đào tạo sĩ quan và cán bộ chính trị cho quân đội nước ngoài khi được giao nhiệm vụ; đào tạo sĩ quan dự bị và sẵn sàng nhận, hoàn thành các nhiệm vụ khác khi được giao [1].
- Sau 5 tháng khẩn trương xúc tiến mọi công tác chuẩn bị, từ ngày 01 tháng 11 năm 2008, Trường Sĩ quan Chính trị chính thức hoạt động độc lập và trở thành một đơn vị đầu mối trực thuộc Quân uỷ Trung ương, Bộ Quốc phòng.
- Ngày 23 tháng 12 năm 2010, Thủ tướng Chính phủ ban hành Quyết định số 2344/QĐ-TTg, thành lập Trường Đại học Chính trị (tên dân sự) trên cơ sở nâng cấp Trường Sĩ quan Chính trị.
- Ngày 27 tháng 4 năm 2011, Bộ Thông tin và Truyền thông đã cấp Giấy phép hoạt động cho Tạp chí Khoa học Chính trị quân sự của Trường Đại học Sĩ quan Chính trị.
- Ngày 29 tháng 9 năm 2011, Chủ nhiệm Tổng cục Chính trị đã ban hành Quyết định số 1422/QĐ-CT cho phép Trường Đại học Sĩ quan Chính trị thiết lập trang tin điện tử trên internet - Website Trường Đại học Chính trị.
- Ngày 07 tháng 01 năm 2021, Bộ trưởng Bộ quốc phòng ban hành Quyết định số 49/QĐ-BQP, tổ chức lại Trường Sĩ quan Chính trị.

## Lãnh đạo hiện nay
- Hiệu trưởng: Thiếu tướng, PGS, TS Lương Thanh Hân
- Chính ủy: Trung tướng Nguyễn Quốc Tuấn
- Phó Hiệu trưởng: Đại tá TS Đoàn Văn Long
- Phó Hiệu trưởng: Thiếu tướng PGS, TS Nguyễn Văn Kỷ
- Phó Chính ủy: Thiếu tướng PGS, TS Đinh Quốc Triệu

## Tổ chức

### Khối cơ quan
- Phòng Tham mưu - Hành chính (B1)
- Phòng Đào tạo (B2)
- Phòng Chính trị (B3)
- Phòng Khoa học quân sự (B4)
- Phòng Hậu cần - Kỹ thuật (B5)
- Ban Tài Chính (B6)
- Ban Khảo thí và đảm bảo chất lượng giáo dục đào tạo (B7)
- Ban Sau Đại học (B8)
- Ban thông tin khoa học quân sự (B9)
- Uỷ Ban kiểm tra Đảng (B11)
- Thanh tra Nhà trường (B12)

### Các khoa
- Khoa Triết học Mác - Lênin (K1)
- Khoa Lịch sử Đảng Cộng sản Việt Nam (K2)
- Khoa Công tác Đảng,Công tác Chính trị (K3)
- Khoa Chiến thuật (K4)
- Khoa Văn hóa - Ngoại ngữ (K5)
- Khoa Kinh tế chính trị Mác - Lênin (K6)
- Khoa Chủ nghĩa xã hội khoa học (K7)
- Khoa Tâm lý học quân sự (K8)
- Khoa Bắn súng (K9)
- Khoa Quân sự chung (K10)
- Khoa Giáo dục thể chất (K11)
- Khoa Sư phạm quân sự (K12)
- Khoa Tư tưởng Hồ Chí Minh (K13)
- Khoa Nhà nước & Pháp luật (K14)

### Đơn vị trực thuộc
- Hệ 1 (Hệ Chuyển loại cán bộ chính trị, hoàn thiện đại học)
- Hệ 2 (Hệ sau đại học)
- Hệ 3 (Hệ quốc tế)
- Tiểu đoàn 1
- Tiểu đoàn 2
- Tiểu đoàn 3
- Tiểu đoàn 4
- Tiểu đoàn 5
- Tiểu đoàn 6
- Tiểu đoàn 7
- Tiểu đoàn 8
- Tiểu đoàn 9
- Tiểu đoàn 10
- Tiểu đoàn 11
- Tiểu đoàn 12
- Tiểu đoàn Phục vụ huấn luyện dã ngoại

## Hoạt động giáo dục đào tạo

###### Đối tượng
- Đào tạo chính trị viên.
- Đào tạo giáo viên khoa học xã hội và nhân văn quân sự
- Đào tạo thạc sĩ các chuyên ngành Triết học Mác - Lênin; Chủ nghĩa xã hội khoa học; Xây dựng Đảng và chính quyền nhà nước (bắt đầu từ 2014).
- Đào tạo trung cấp lý luận chính trị (bắt đầu từ năm 2024)[5]

###### Hình thức
- Đào tạo chính quy tập trung dài hạn.
- Đào tạo chính quy tập trung ngắn hạn.
- Đào tạo liên kết tập trung dài hạn với các nhà trường quân đội.

###### Chuyên ngành
- Đào tạo chính trị viên đại đội từ đối tượng học sinh phổ thông và quân nhân.
- Đào tạo chính trị viên đại đội từ đối tượng cử tuyển dân tộc thiểu số.
- Đào tạo chính trị viên đại đội từ sĩ quan tốt nghiệp các trường sĩ quan.
- Đào tạo giáo viên KHXH&NV cấp phân đội các chuyên ngành: Triết học Mác - Lênin; Lịch sử Đảng cộng sản Việt Nam; Chủ nghĩa xã hội khoa học; Kinh tế chính trị Mác - Lênin; Tâm lý học quân sự; Giáo dục học quân sự.
- Đào tạo ngắn cán bộ chính trị cấp phân đội (chuyển loại chính trị 6 tháng).
- Đào tạo cán bộ chính trị cấp phân đội cho Bộ Công an.
- Hoàn thiện đại học cán bộ chính trị cấp phân đội.
- Đào tạo văn bằng 2 đại học giáo viên giáo dục quốc phòng, an ninh.
- Đào tạo cán bộ chính trị cho QĐND Lào và Quân đội Hoàng gia Campuchia.
- Bồi dưỡng nghiệp vụ CTĐ, CTCT cho cán bộ các tập đoàn, tổng công ty trong quân đội theo chỉ tiêu và hợp đồng.
- Đạo tạo trung cấp lý luận chính trị.

###### Mô hình đào tạo
- Học viên tốt nghiệp các khoá đào tạo chính trị viên được cấp bằng Cử nhân chuyên ngành Xây dựng Đảng và Chính quyền Nhà Nước; được kết nạp đảng viên; được phong quân hàm sĩ quan; có đầy đủ phẩm chất, kiến thức, kỹ năng để đảm đương cương vị Chính trị viên đại đội (hoặc Chính trị viên phó đại đội), Bí thư chi bộ, Bí thư chi đoàn và có điều kiện phát triển lên những cấp bậc, chức vụ cao hơn.
- Học viên tốt nghiệp các khóa đào tạo giáo viên khoa học xã hội nhân văn cấp phân đội được cấp bằng Cử nhân đúng chuyên ngành đào tạo (hiện có 6 chuyên ngành đã giới thiệu ở trên); được kết nạp đảng viên; được phong quân hàm sĩ quan; có phẩm chất, kiến thức, kỹ năng để đảm đương cương vị giảng viên giảng dạy các môn khoa học xã hội và nhân văn ở các trường sĩ quan quân đội.
- Học viên tốt nghiệp các khoá đào tạo giáo viên giáo dục quốc phòng an ninh được cấp bằng Cử nhân chuyên ngành giáo dục quốc phòng, an ninh; có phẩm chất, kiến thức, kỹ năng đảm đương cương vị giáo viên giảng dạy môn học giáo dục quốc phòng, an ninh; được ưu tiên tuyển dụng, biên chế là giáo viên giảng dạy môn giáo dục quốc phòng, an ninh ở các trường trung học phổ thông, trung học chuyên nghiệp, hoặc có thể ở các trường cao đẳng, đại học.

## Thành tích[6]
- 01 Huân chương Quân công Hạng Nhất.
- 01 Huân chương Quân công Hạng Nhì.
- 01 Huân chương Chiến công Hạng nhì.
- 01 Huân chương Bảo vệ Tổ quốc hạng Ba.
- 09 tập thể được tặng Huân chương Chiến công các loại.
- 01 đồng chí được truy tặng danh hiệu Anh hùng Lực lượng vũ trang nhân dân - Anh hùng liệt sĩ Phan Đình Linh;
- 23 đồng chí cán bộ, học viên của Nhà trường đã anh dũng hy sinh trong cuộc chiến đấu bảo vệ biên giới phía Bắc tháng 2 năm 1979.
- 01 đồng chí được phong danh hiệu Anh hùng Lực lượng vũ trang nhân dân - Thiếu tướng Giang Văn Thành, hiện là Phó Hiệu trưởng Nhà trường.
- 73 đồng chí được tặng Huân chương Chiến công các loại.
- Năm 2008, 2009, 2010, 2011 Trường Đại học Sĩ quan Chính trị được tặng Cờ thi đua của Bộ Quốc phòng.
- Năm 2013, Nhà trường được Chính phủ tặng Cờ "Đơn vị dẫn đầu phong trào thi đua quyết thắng".
- Năm 2018, Nhà trường được tặng thưởng Huân chương Bảo vệ Tổ quốc hạng Nhì.

## Hiệu trưởng qua các thời kỳ
- 1977-1987, Trương Công Cẩn, Thiếu tướng 1974, Trung tướng 1984
- 1987-1997, Văn Cương, Trung tướng (1992)
- Nguyễn Văn Hưởng, TS, Thiếu tướng
- 2013, Nguyễn Đình Minh, PGS.TS, Thiếu tướng (2011), Giám đốc Học viện Chính trị (2013-2016)
- 2013-12.2018, Phạm Quốc Trung, PGS, TS, Thiếu tướng (2008), Trung tướng (2013), nguyên Tư lệnh Binh chủng Hóa học (2004-2012)
- 12.2018-nay, Nguyễn Hùng Oanh, PGS, TS, Trung tướng, nguyên Phó Giám đốc Học viện Chính trị

## Chính ủy qua các thời kỳ
- 2008-2015, Trần Trung Khương, Thiếu tướng (2007), Trung tướng (2011), nguyên Phó Chính ủy Quân khu Thủ đô (2007-2008)
- 2.2015-6.2019, Nguyễn Văn Đủ, Thiếu tướng (1.2011), Trung tướng (6.2015)[7], nguyên Chính ủy Quân đoàn 2[8]
- 6.2019- 8.2022, Trần Quang Trung, Trung tướng (7.2020), nguyên Phó Chính uỷ Trường Đại học Chính trị
- 8.2022- nay, Nguyễn Quốc Tuấn, nguyên Chủ nhiệm Chính trị Quân khu 3.